# Университет на Йоребру
Университетът на Йоребру (на шведски: Örebro universitet) е държавен университет в шестия по големина град в Швеция – Йоребру.
Образованието на университетско равнище започва да се предлага в Йоребру през 1960-те години, когато Университетът в Упсала започва да организира няколко образователни курса в града. На базата на тези дейности, през 1977 година е основан независим университетски колеж (högskola, висше училище) под името Högskolan i Örebro. Под шапката на колежа са събрани три други съществуващи образователни институции в града: школа за предучилищна педагогика, спортен колеж (основан през 1966 г.) и колеж по социални дейности (основан през 1967 г.). Университетският колеж на Йоребру получава акредитация за университет от шведското правителство през 1999 година, с което става дванадесетият поред университет в Швеция. Открит е от министър-председателя Йоран Пешон.
На 30 март 2010 година Университетът получава правото да присъжда медицински степени в сътрудничество с Университетската болница на Йоребру, с което става седмото поред медицинско училище в Швеция. В Университета на Йорберу функционира междууниверситетския Център за високи постижения в изследванията на пола, основан от Научноизследователския съвет на Швеция.
В структурата на университета влизат следните факултети (школи)
- Училище по здравни и медицински науки
- Училище по гостоприемство, кулинарни изкуства и хранене
- Училище по обществени, педагогически и социални науки
- Училище по право, психология и социални дейности
- Училище по музика, театър и изкуство
- Училище по наука и технологии
- Шведско бизнес училище

## Известни възпитаници
- Йоран Пешон – политик, бивш министър-председател на Швеция
- Свен-Йоран Ериксон – бивш футболист и футболен мениджър

## Галерия
- Основната сграда
- Плувният басейн
- Дом „Призма“
- Музикалното училище

|  | Тази страница частично или изцяло представлява превод на страницата Örebro University в Уикипедия на английски. Оригиналният текст, както и този превод, са защитени от Лиценза „Криейтив Комънс – Признание – Споделяне на споделеното“, а за съдържание, създадено преди юни 2009 година – от Лиценза за свободна документация на ГНУ. Прегледайте историята на редакциите на оригиналната страница, както и на преводната страница, за да видите списъка на съавторите. ВАЖНО: Този шаблон се отнася единствено до авторските права върху съдържанието на статията. Добавянето му не отменя изискването да се посочват конкретни източници на твърденията, които да бъдат благонадеждни. |